# 세계꼭두극축제

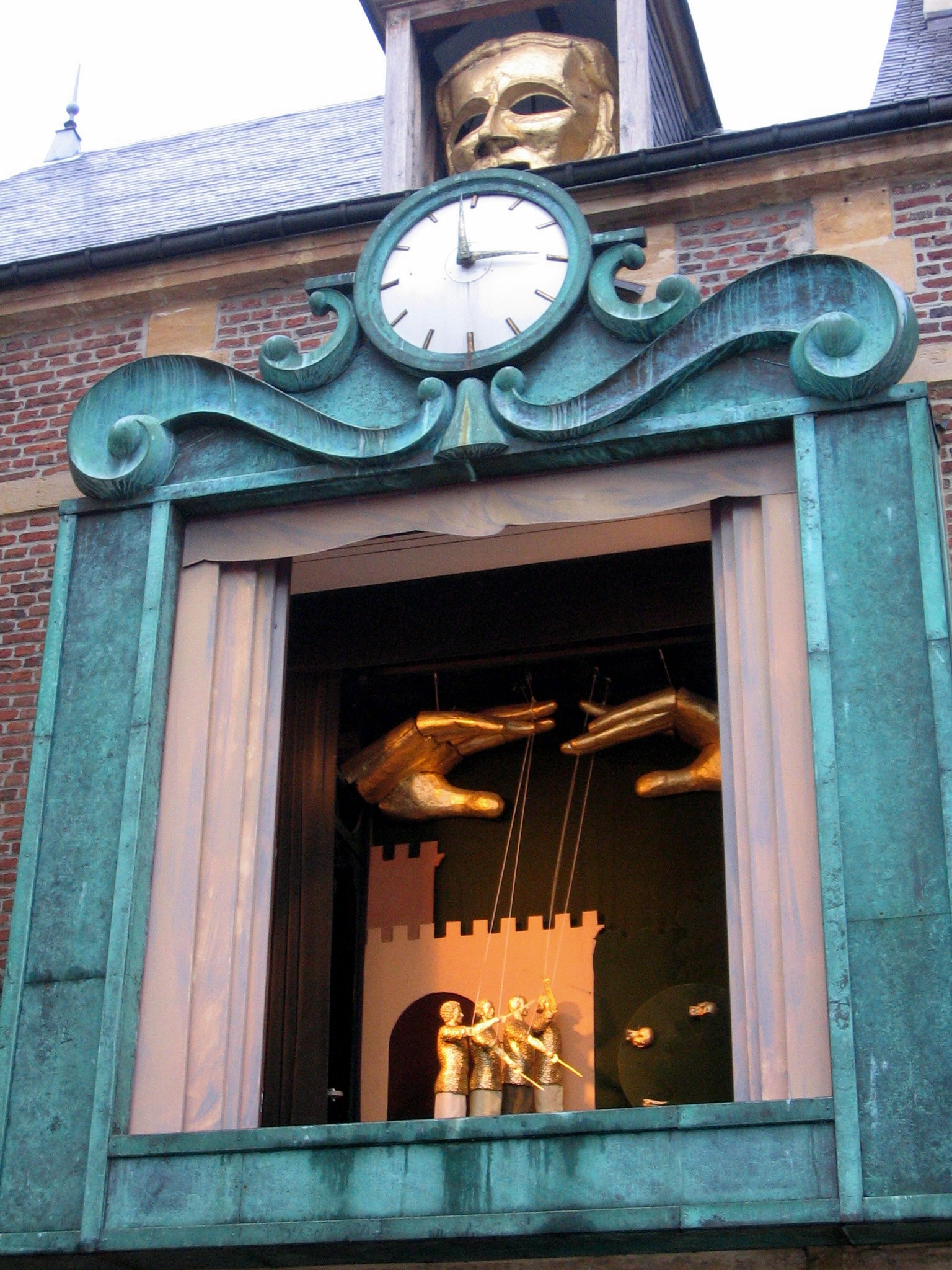
샤를빌메지에르에 있는 인형극박물관

프랑스 샤를르빌메지에르에서 열리는 세계꼭두극축제(프랑스어: Festival Mondial des Théâtres de Marionnettes)는 자크 펠릭스의 노력으로 1961년 시작된 인형극 관련 예술축제다.
프로그램은 크게 Festival IN('공식 초청'에 해당), Festival Street(IN과 OFF를 포함하는 거리 공연), Festival OFF('비공식 자유참가'에 해당)으로 나뉘어 있다.
3년 마다 개최되던 축제가 규모가 커짐에 따라 2009년부터 2년마다 치러지고 있다.
축제가 열리는 프랑스 샤를르빌메지에르에는, 축제를 바탕으로 해서 1980년부터 국제꼭두극연맹(UNIMA), 1981년부터 국제꼭두연구소(프랑스어: Institut international de la marionnette), 1987년부터 국립꼭두고등예술학교(프랑스어: Institut international de la marionnette;ESNAM)를 운영하고 있다.